# Koning alleen
De koning alleen is een situatie die in het schaakspel kan voorkomen. Het betekent dat een speler in een partij al zijn stukken is kwijtgeraakt en alleen nog maar de koning op het bord heeft staan. Tevens wordt bedoeld dat de tegenstander wél meer stukken op het bord heeft staan. Als beide partijen een "koning alleen" op het bord hebben staan, dan is het reglementair remise wegens gebrek aan materiaal (om mat te zetten). De partij is dan krachtens het reglement voorbij.
De koning alleen kan de partij niet meer winnen (ook niet door tijdsoverschrijding — in dat geval is de partij remise) doordat een koning nooit schaak kan geven en dus niet mat kan zetten. Anderzijds is de partij niet noodzakelijk verloren: het kan nog remise worden. Dat kan op een aantal manieren:
- door pat: de speler die nog slechts een koning heeft, is aan zet, kan geen zet meer doen, maar staat niet mat
- er ontstaat driemaal dezelfde stelling
- de vijftigzettenregel is van toepassing
- de tegenstander zelf heeft onvoldoende materiaal om mat te kunnen zetten, bijvoorbeeld slechts koning plus paard of koning plus loper[4]
- de tegenstander overschrijdt diens bedenktijd: omdat geen mat gegeven kan worden met alleen een koning, is de partij dan reglementair remise
- als de spelers remise overeenkomen

In oudere Nederlandse schaakhandleidingen, zoals die van Max Euwe, werd voor de situatie "koning alleen" ook wel de Franse term roi dépouillé (uitgeklede koning) gebruikt.